# Remo Rossi
Remo Rossi (Locarno, 27 settembre 1909 – Berna, 30 dicembre 1982) è stato uno scultore svizzero-italiano.
Nasce in una famiglia di marmorini, attività eseguita sia dal padre Ettore che dal nonno Gualtiero.

## Opere nella Svizzera italiana (ad esclusione di Locarno)

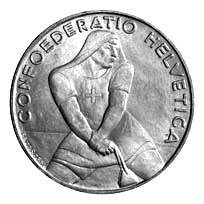
Medaglia della battaglia di Laupen (1939), dritto

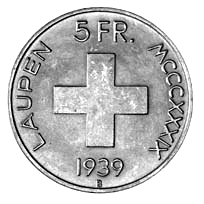
Medaglia della battaglia di Laupen (1939), rovescio

- Bellinzona, Via Varrone, Chiesa conventuale del Sacro Cuore, sul portico, quattro simboli degli Evangelisti del 1936;
- Croglio-Madonna del Piano, Oratorio di Santa Maria del gatto, statua della Madonna del 1937;
- Lugano, Biblioteca cantonale, sulla facciata sud, rilievo di Minerva del 1941;
- Bellinzona, Piazzale Stazione, statua dell'Elvezia realizzata nel 1943;
- Bellinzona, Piazza Governo, fontana con foca in pietra di Castione del 1945;
- Bellinzona, Cimitero, diversi monumenti funerari;
- Bellinzona-Ravecchia, Chiesa parrocchiale di San Biagio, nel coro, altare in pietra con un bassorilievo raffigurante Cristo tra gli apostoli, tabernacolo e un crocifisso in bronzo, del 1947;
- Magadino-Quartino, chiesa di San Nicola di Bari, tabernacolo bronzeo del 1951;
- Maggia,chiesa parrocchiale di San Maurizio, cappella di sinistra, tabernacolo con portina in bronzo del 1957;
- Agno, chiesa collegiata dei Santi Giovanni Battista e Provino, mensa dell'altare maggiore ornata di un paliotto in bronzo del 1958;
- Lodano, chiesa parrocchiale di San Lorenzo, cappella battesimale, fonte battesimale con coperchio in bronzo e figura di Cristo battezzato del 1958];
- Verscio, chiesa parrocchiale di San Fedele, portale laterale in bronzo del 1959;
- Orselina, chiesa parrocchiale di San Bernardo, coro, crocifisso in bronzo del 1960;
- Tegna, chiesa parrocchiale di Santa Maria Assunta, il portale principale in bronzo del 1965;
- Sorengo, Clinica Sant'Anna, cappella, Via Crucis e tabernacolo del 1967;
- Giornico, chiesa parrocchiale di San Michele, altare maggiore, tabernacolo e crocifissodegli anni 1969-1971;
- Arzo, chiesa parrocchiale dei Santi Nazaro e Celso, altare maggiore, le statue bronzee dei Santi titolari e la croce del 1970;
- Arzo, Piazza Maestri Lapicidi Arzesi, altorilievo in bronzo raffigurante i locali scalpellini del 1970.
- Airolo, cimitero, monumento a Giuseppe ed Agostina Motta, il sarcofago con bassorilievi del 1971;
- Lugano, chiesa parrocchiale del Cristo risorto, ingresso ovest, crocifisso e simboli degli evangelisti del 1976;
- Biasca, cimitero, diversi monumenti funerari;

## La Fondazione Remo Rossi
Per volontà del figlio Giancarlo, il 10 gennaio 2009 viene istituita la Fondazione Remo Rossi. La fondazione è diventata operativa a partire da metà 2009 ed ha iniziato con la riapertura a mo' di museo dell'Atelier di lavoro dell'artista. L'evento di maggiore spessore del primo anno di attività della Fondazione è rappresentato dalla giornata di commemorazione del centenario della nascita, il 26 settembre 2009 presso l'Alta scuola pedagogica (ASP) di Locarno, con la donazione di due sculture alla Città.